# Гімількон (пом. 212 до н. е.)
Гімількон  (*д/н — 212 до н. е.) — військовий діяч Карфагенської держави часів Другої Пунічної війни.

## Життєпис
Походження достеменно невідоме. Можливо саме він очолював карфагенський флот у битві при Ебро 217 року до н. е., де римляни здобули переконливу перемогу.
Основні відомості про Гімількона пов'язані з його діяльністю на Сицилії. 214 року до н. е. з військом у 25 тис. піхоти, 3 тис. кінноти, 12 слонів він висадився на острові. Спочатку захопив Мургантію, що стало поштовхом до загального повстання проти римлян. Невдовзі до нього приєднався Гіппократ, що закликав рушати на допомогу Сіракузам, які було взято в облогу римлянами. Поступово Гімількон оволодів більшою частиною Сицилії, перетворивши міста Гераклея Мінойська та Аграгант на основні бази.
Він зміг взяти в облогу римлян, які в свою чергу оточили Сиракузи. 212 року до н. е. спільні війська Гімількона на суходолі і Бомількара у морі спробували знищити римське військо на чолі із Марком Клавдієм Марцеллом, проте зазнали невдачі. Невдовзі у карфагенському війську почалася моровиця, від якої помер Гімількон.